# سیارک ۲۱۹۳۷
سیارک ۲۱۹۳۷ (به انگلیسی: 21937 Basheehan، نامگذاری:1999VV80) بیست و یک هزار و نهصد و سی و هفتمین سیارک کشف شده‌است که در ۴ نوامبر ۱۹۹۹ کشف شد.
قدر مطلق سیارک برابر ۱۷.۰ است.